# Liverpool, Texas
Liverpool är en ort i Brazoria County i delstaten Texas, USA.